# Franco Bernini
Franco Bernini (* 1954 in Viterbo) ist ein italienischer Drehbuchautor und Regisseur.

## Leben
Bernini arbeitete seit 1987 als Drehbuchautor zahlreicher Filme, oftmals von Carlo Mazzacurati, von denen einige beträchtliches Interesse fanden. 1996 inszenierte er seinen ersten Fernsehfilm, zwei Jahre später erstmals für die große Leinwand. Le mani forti wurde für zwei Filmpreise nominiert.

## Filmografie

### Drehbuchautor
- 1987: Die Nacht kennt keine Zeugen (Notte italiana)
- 1992: Ein anderes Leben (Un'altra vita)
- 2001: Jesus-Legenden: Judas (Gli amici di Gesù – Giuda)

### Auch Regisseur
- 1996: Il caso Brabanti (Fernsehfilm)
- 1998: Le mani forti
- 2006: L'ultima frontiera (Fernseh-Miniserie)